# الاكمة (مناخة)

تعديل مصدري - تعديل

الاكمة هي إحدى قرى عزلة بني جربن بمديرية مناخة التابعة لمحافظة صنعاء، بلغ تعداد سكانها 145 نسمة حسب تعداد اليمن لعام 2004.